# Feldhausen (Gammertingen)
Feldhausen ist Stadtteil von Gammertingen im Landkreis Sigmaringen in Baden-Württemberg.

## Geographie

### Geographische Lage
Feldhausen befindet sich rund vier Kilometer östlich von Gammertingen auf der Hochfläche der Schwäbischen Alb in der nordwestlichen Ecke der Zwiefalter Alb, einer traditionellen Teilregion. Der Ort selber liegt aus Schutz vor stürmischen Westwinden in einer kleinen Mulde, die Gemarkung zeichnet sich aber durch ihre fast ebene Lage typisch für den Naturraum der Mittleren Flächenalb.

## Geschichte
Die erste urkundliche Bezeugung des Fleckens stammt aus dem Jahre 860, als Veldhusun in einer Urkunde des Klosters St. Gallen genannt wurde. Eine weitere urkundliche Nennung rührt aus dem Jahr 1245. Graf Burkhard von Hohenberg gibt seine lehensherrliche Bewilligung zu dem Verkauf des halben Teils des Zehntens zu Dußlingen, welchen Gero von Lichtenstein dem Kloster Bebenhausen um 75 Pfund Heller verkauft, dafür aber seinen Hof bei Velthusin widerlegt und zu Lehen empfangen hat.
Der Ort dürfte in der älteren Ausbauzeit angelegt worden sein und gehörte schon früh zur Herrschaft Gammertingen. Bei der Übergabe des Gebiets 1408 durch den letzten Grafen von Veringen an seinen Schwestersohn Heinrich von Rechberg wird auch Feldhausen genannt. Bei der Abspaltung der Speth’schen Herrschaft Hettingen 1599 blieb Feldhausen (wie Harthausen) bei Gammertingen.
In den Tagen nach dem 5. Dezember 1805 nahmen die Württemberger die zur Speth’schen Herrschaft Gammertingen gehörenden Gemeinden Neufra, Feldhausen und Harthausen in Besitz. Die Landeshoheit kam 1806 an Hohenzollern-Sigmaringen. Diese vorübergehende württembergische Besetzung wurde durch die vertragliche Rheinbundakte von 1806 aufgehoben und die Landeshoheit Hohenzollern-Sigmaringen zugesprochen Feldhausen war 1827 Teil des hohenzollerischen Oberamts Gammertingen; 1850 kam es als Teil der Hohenzollerischen Lande an Preußen.
Feldhausen wurde 1925 dem neu geschaffenen Landkreis Sigmaringen zugeordnet und am 1. Januar 1975 nach Gammertingen eingemeindet.

## Politik

### Ortsvorsteher
Ortsvorsteher seit 1999 ist Hans Steinhart (Stand 2025). Sein langjähriger Vorgänger war Erwin Leipert; zugleich ab 1967 letzter Bürgermeister.

### Wappen
Das Wappen der ehemaligen Gemeinde Feldhausen zeigt in Rot unter einem silbernen Zickzackbalken ein silberner Pflug.

## Kultur und Sehenswürdigkeiten

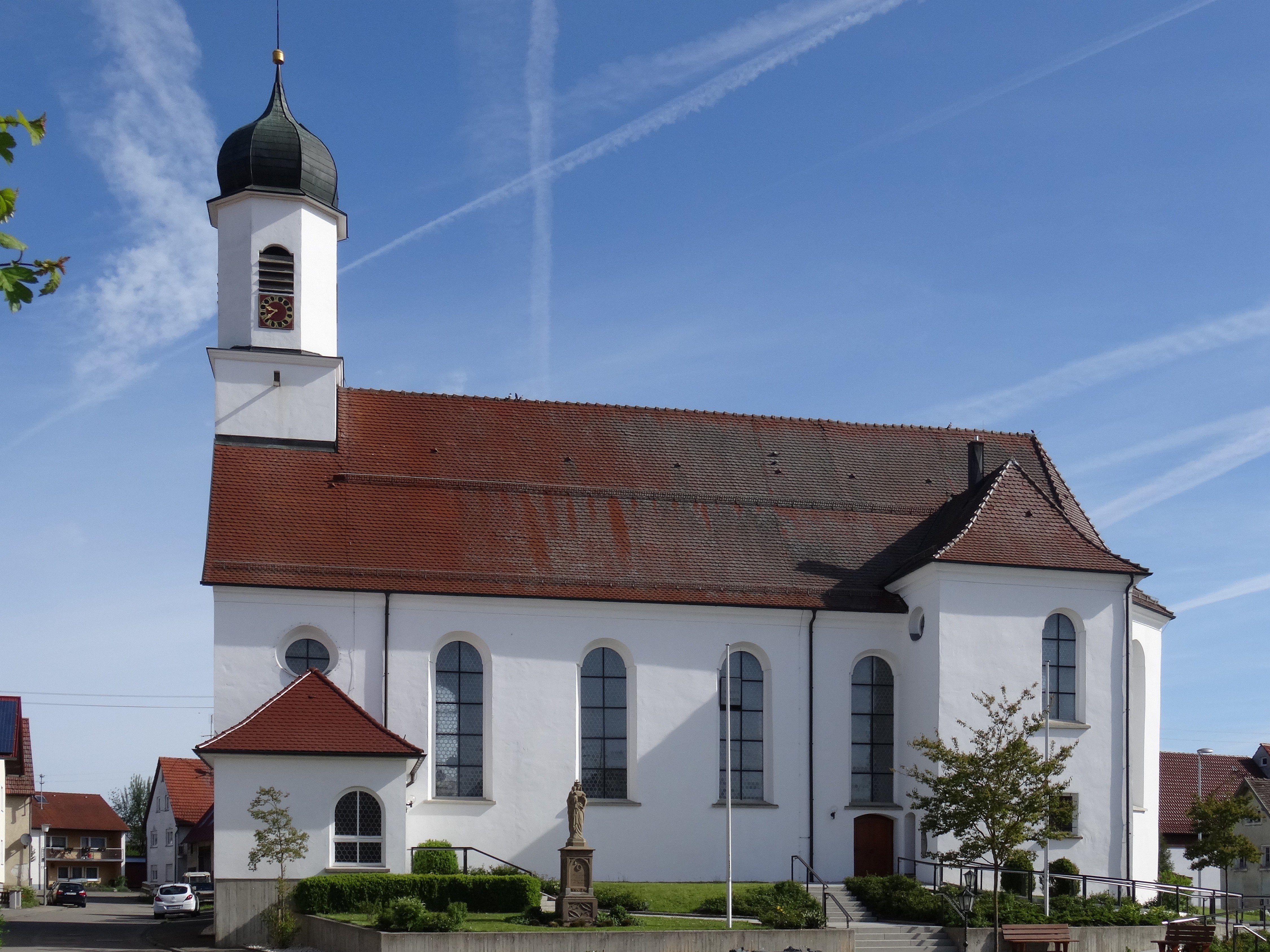
St. Nikolaus

- Die barocke Pfarrkirche St. Nikolaus wurde im Auftrag der Speth’schen Herrschaft zwischen 1737 und 1739 erbaut und 1970/72 umfassend renoviert und erweitert. Bereits 1463 wird hier eine Kapelle mit Nikolausaltar erwähnt, die Ende des 16. und noch einmal Anfang des 17. Jahrhunderts erweitert wird, bevor sie dem heutigen Bau weichen musste. Die Hitzewelle 2003 führte zu einer starken Austrocknung des Erdreiches, wodurch Bewegungen ausgelöst wurden, die zunächst zu kleinen, aber stetig größer werdenden Rissen in der Decke, an den Wänden und auch auf dem Boden zur Folge hatte. Erst 2010 kamen die Setzungsschäden zur Ruhe.[8]
  - Die Kirche beherbergt mit einer spätgotische Muttergottesfigur, die um 1490 entstand und dem berühmten Bildhauer Gregor Erhart (um 1500) aus Ulm zugeschrieben wird, eine der bedeutendsten Kunstwerke Hohenzollerns. Die Herkunft dieser Figur ist nicht hinreichend geklärt, es wird jedoch vermutet, dass es sich um die Mittelfigur des Hochaltares der Reutlinger Marienkirche handeln könnte.[9] Der lokalen Überlieferung nach hat sie ein Feldhauser Bauer auf einer Holzverkaufsfahrt nach Reutlingen während des Bildersturms im Tausch gegen Brennholz vor der Zerstörung gerettet.
  - Auch der weitere Figurenschmuck ist sehenswert. Dieser stammt überwiegend vom Mariaberger Klosterschreiner Balthasar Wild, aber auch einige wenige vom renommierten Riedlinger Bildhauer Johann Joseph Christian. Insbesondere dessen Figuren der Apollonia und des Johannes des Täufers finden überregionale Beachtung.
  - Vor dem Kirchgebäude erinnert ein Denkmal der Muttergottes mit Kind an den Deutsch-Französischen Krieg von 1870/71.[10]
- Die Schächerkapelle befindet sich auf halber Höhe der Hauptstraße und wurde bereits 1508 als „Keppelin“ erwähnt.
- Die Friedhofskapelle St. Sebastian (auch Gottesackerkapelle) wurde in den Jahren 1570/71 wie auch weitere Kapellen der Region mit finanzieller Unterstützung von Dorothea Speth gebaut[11] und Ende des vergangenen Jahrhunderts um eine Friedhofshalle erweitert.
- Das markante hochgeschossige Fachwerkhaus in der Ortsmitte wird auf das Jahr 1620 datiert und diente den Speth’schen Erbauern während ihrer Herrschaftszeit als zeitweilige Residenz und machte Feldhausen in dieser Zeit zum „Residenzdorf“.[12] Später befand sich darin das Gasthaus „Hirsch“, heute ist es in Privatbesitz.
- Im Rathausgebäude aus dem Jahre 1841 ist derzeit die Ortschaftsverwaltung, eine Wohnung und seit einigen Jahren ein Ortsarchiv untergebracht. Bis weit in die Nachkriegszeit diente das Gebäude auch als Schulhaus.
- Das gemeinschaftliche Backhaus ist immer noch seit dem Jahre 1843 zwei Tage in der Woche in Betrieb. 1904 wurde in den linken Gebäudeteil eine Molkerei eingebaut, heute befindet sich darin das Vereinslokal des Narrenvereines.
- Feldhausen hatte wie viele Orte der wasserarmen Albhochfläche bis Anfang der 1970er Jahre eine Hüle im Zentrum.
- Die Gedenkgrotte ist der Muttergottes geweiht. Die Gebetsstätte auf einer Lichtung am Waldrand von Feldhausen ist eine aus unbehauenem Kalkstein gemörtelte Grotte. 1964 wurde darin eine, der Marienfigur in Lourdes nachempfundene, Gipsstatue aufgestellt, um für die Genesung eines Schwerkranken zu danken.[13] Diese wertvolle Figur wurde am 14. November 2010 vermutlich durch Brandstiftung zerstört.[14]

## Wüstung Lapphausen

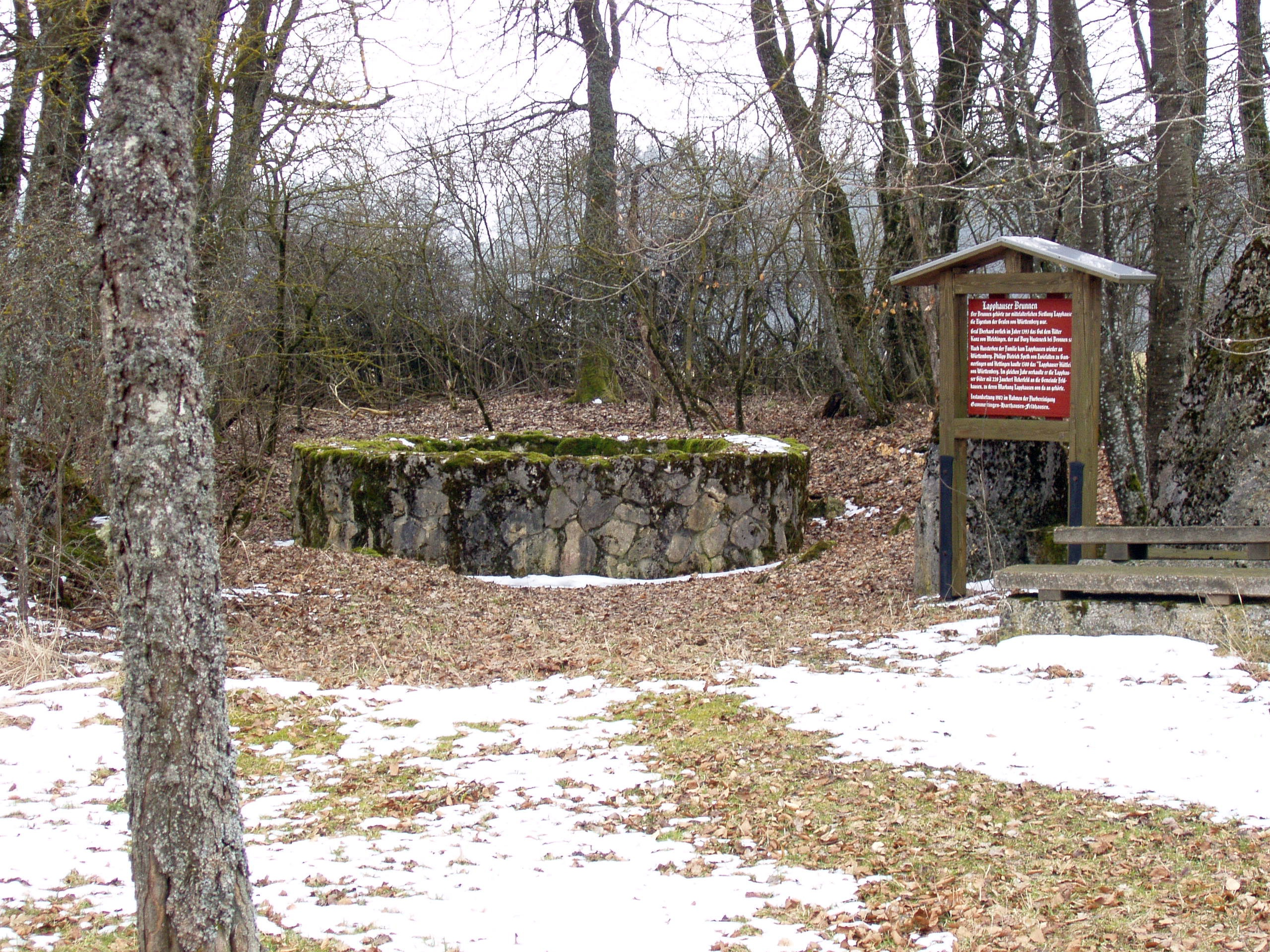
Lapphauser Brunnen

Beschreibung

Auf dem Gebiet der Gemarkung Feldhausen befindet sich die Wüstung Lapphausen (auch als Laubhausen bezeichnet). Heute ist lediglich der 1982 wieder aufgebaute Lapphauser Brunnen erhalten. Erstmals wurde Lapphausen im Jahr 1393 erwähnt, als es dem Ritter Kunz von Melchingen übereignet wurde.